# Радіо Копер
Радіо Копер (словен. Radio Koper), також Радіо Каподістрія (італ. Radio Capodistria) — радіостанція, розташована в місті Копер, що на території Словенії. Мовлення розповсюджується на Словенію та північно-східну частину Італії на частотах 103,1 MHz, 103,6 MHz та 97,7 MHz, також її можна чути на середніх хвилях на частоті 1170 kHz (Словенія, Хорватія та північ Італії). Також доступна у супутниковому форматі Hot Bird. Власником радіостанції є організація Radiotelevizija Slovenija.

## Історія
Радіо Копер розпочало своє мовлення 24 травня 1949 під назвою Radio jugoslovanske cone Trsta — Radio Trieste zona Jugoslava («Радіо югославської зони Трієст»), регулярне мовлення розпочалося наступного дня. У ті часи вона належала компанії D. D. Radiofonia SA, заснованій югославською військовою адміністрацією Зони «B» Вільної території Трієст. Після ліквідації Вільної території Трієст у 1954 радіостанцію було об'єднано з Радіо Любляна, після чого вона отримала назву Radio Koper — Capodistria. До 1954 вела мовлення словенською, італійською та хорватською мовами. Протягом 1954—79 була переважно італомовною, словенською велися лише короткі блоки вранці та ввечері. У 1979 словенська та італійська версії радіостанції були відокремлені, кожна отримала свою власну мережу мовлення. У 1980 почала діяти студія в Новій Гориці, у 1992 радіостанція перейшла на цілодобове мовлення.
Радіо Копер — Каподістрія як прикордонна радіостанція, розрахована на національні меншини, грала дуже важливу роль в історії цього регіону, підтримуючи інформаційний контакт між двома народами, що межують один з одним, — словенським та італійським, особливо під час Холодної війни. Багато років Радіо Каподістрія була однією з трьох найпопулярніших радіостанцій в Італії, її сигнал доходив навіть до берегів Африки, транслюючи пропаганду соціалізму, особливо цінну для членів та прибічників Італійської комуністичної партії та її молодого крила. Після здобуття незалежності Словенією Радіо Копер увійшло до організації Radiotelevizija Slovenija, що майже звела нанівець трансляцію в Італії, внаслідок чого транскордонне мовлення скоротилося до регіонального рівня.

## Програми та рейтинг
Радіо Копер є найбільш прослуховуваною радіостанцією у Словенському Примор'ї та по обидва боки словенсько-італійського кордону. Значна частина слухачів мешкає також в Істрійській жупанії Хорватії. У 2011 Радіо Копер увійшло до десятки найпопулярніших радіостанцій у Словенії (офіційне дослідження, проведене агенцією Mediapool).
Радіо Копер охоплює інформаційний, культурний, освітній, дитячий, музичний, розважальний та спортивний формати. Власне мовлення розпочинається о 05:00 та завершується опівночі. У цьому проміжку радіостанція транслює три регіональні інформаційні програми, п'ять репортажів, значну частину сітки мовлення займає музичний блок. З 00:00 до 05:00 транслюються нічні програми Radio Slovenija 1 зі студій у Копері та Новій Гориці.
Радіо Копер вирізняється значною кількістю музичної продукції, радіостанція виступає також як промоутер культурних та суспільних заходів у прибережних регіонах Словенії та Італії, де проживає велика кількість словенців.

## Інфраструктура
Дизайн студії Hendrix Радіо Копер підлаштований для запису та реалізації класичної, хорової та популярної музики. Студія застосовується також для найскладніших технічно музичних радіошоу, «круглих столів» та дебатів. Це технологічно нова студія звукозапису, що багато років славилася ідеальною акустикою та звукозаписуючою апаратурою.
Fonoteka Радіо Копер зберігає архівні музичні та інші записи ще від самого початку мовлення словенських та італійських програм. На її полицях міститься більше 25 000 звукових доріжок, 44 000 платівок, 22 100 компакт-дисків та 2000 компакт-дисків із власними записами, здійсненими у студії Hendrix, а також 1100 цифрових аудіокасет.
У розпорядженні Радіо Копер знаходиться також пересувна станція RA 3, обладнана найновішими цифровими технологіями, що дозволяють проводити звукозаписи музичних заходів і трансляцію заходів поза межами радіостанції.

## Галерея

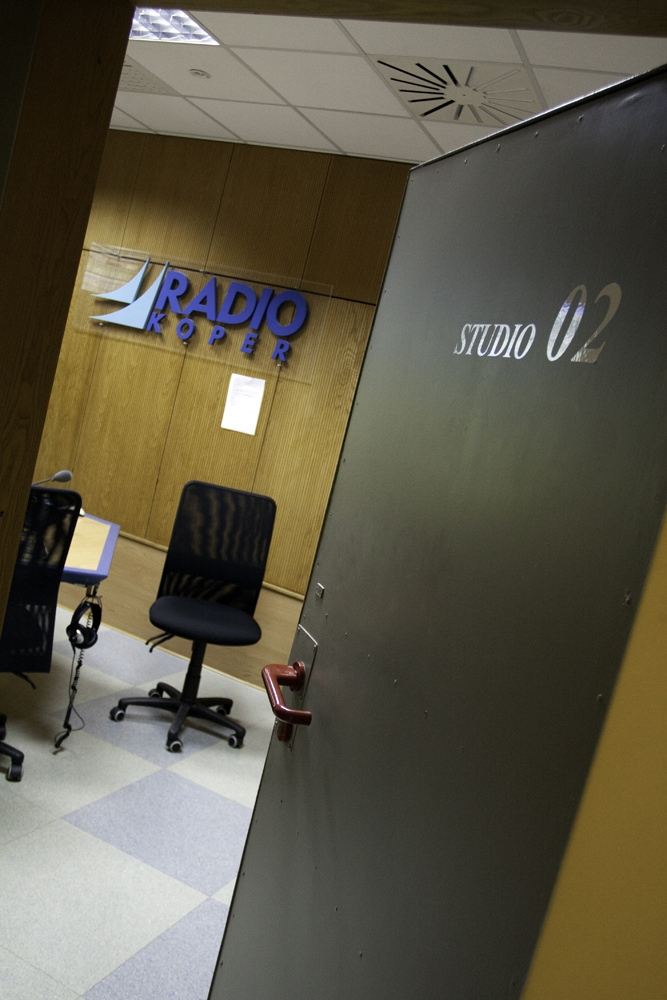
Студія 02 Радіо Копер — звідси ведеться мовлення наживо
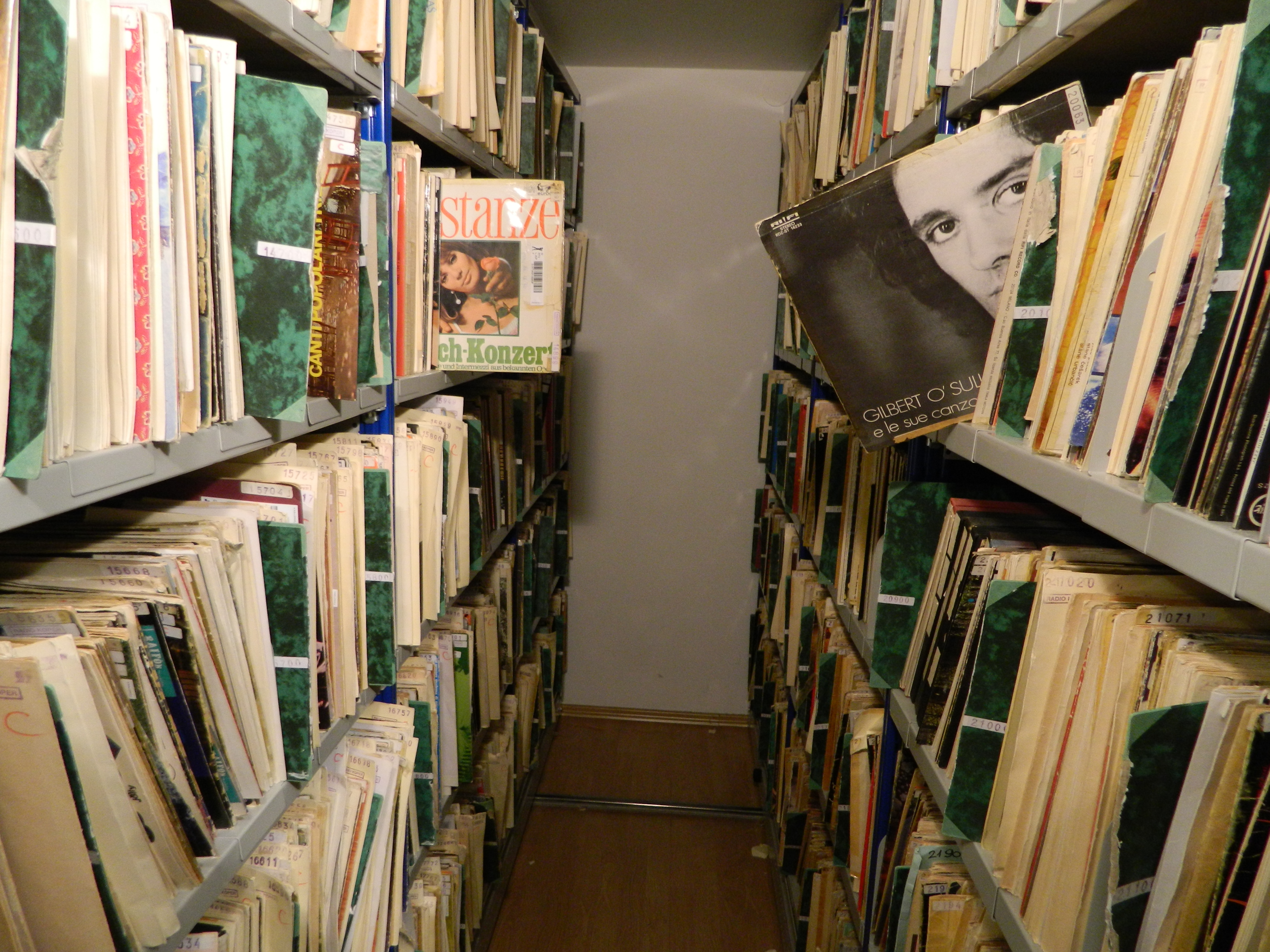
Fonoteka
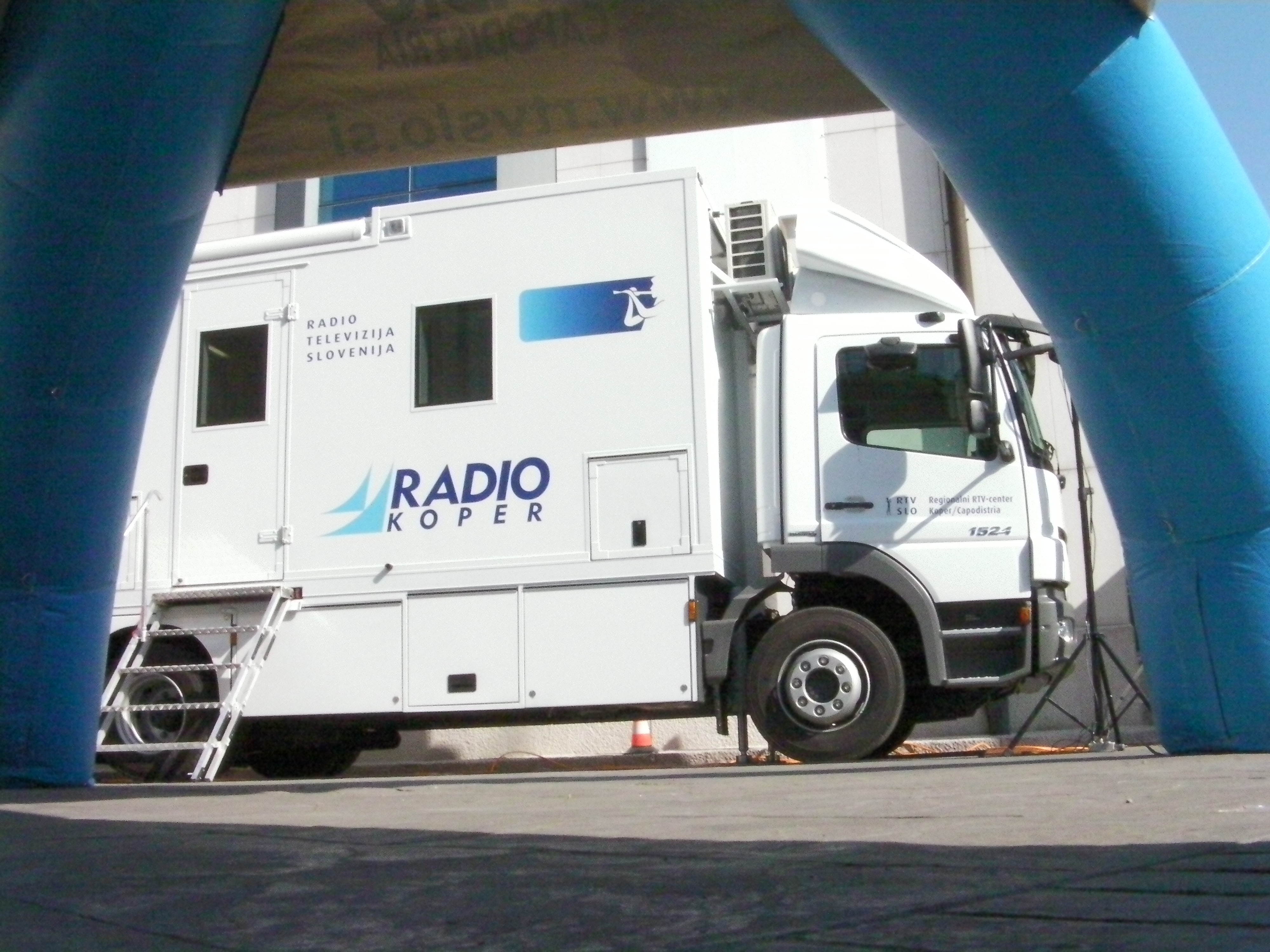
Пересувна станція RA 3
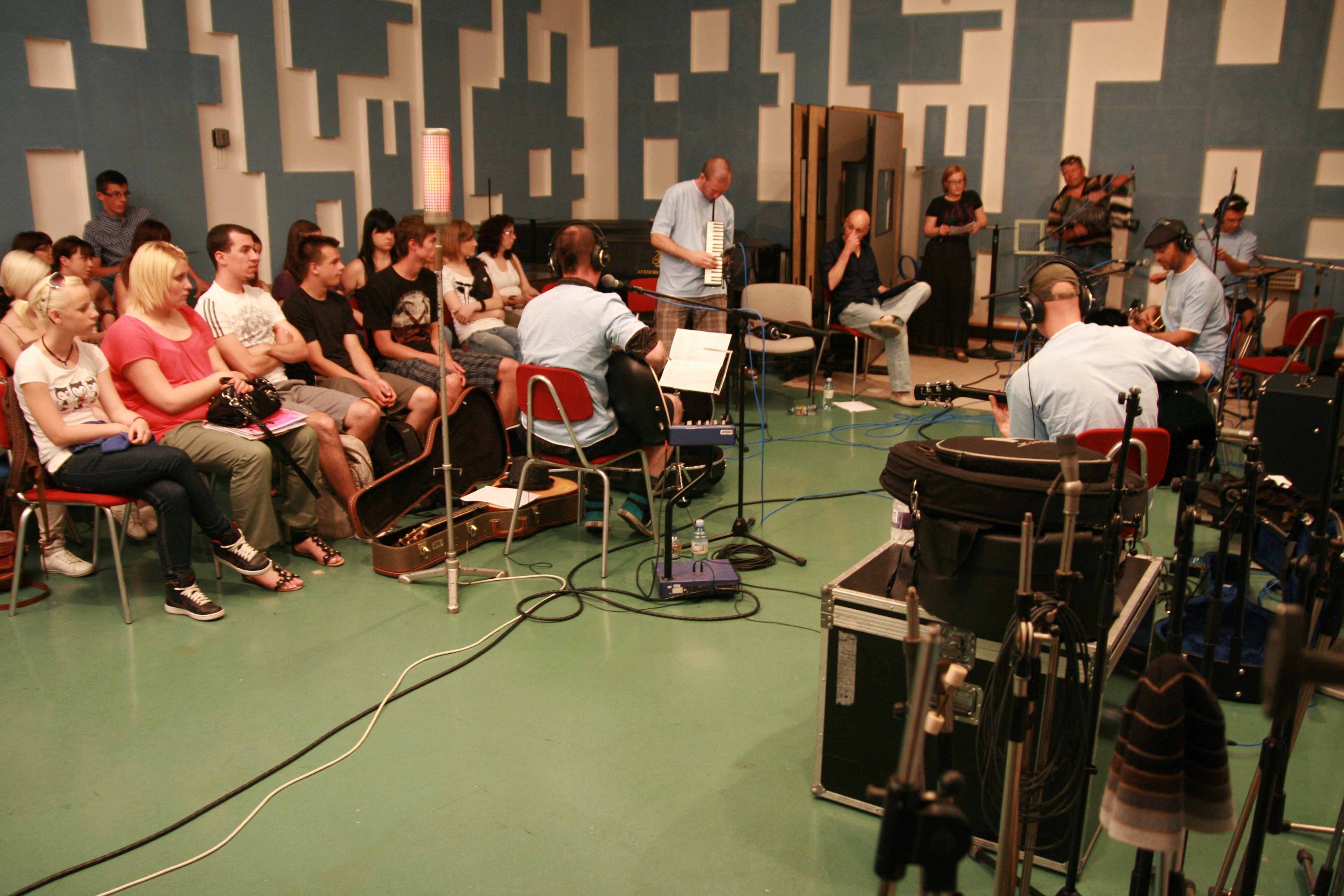
Студія Hendrix
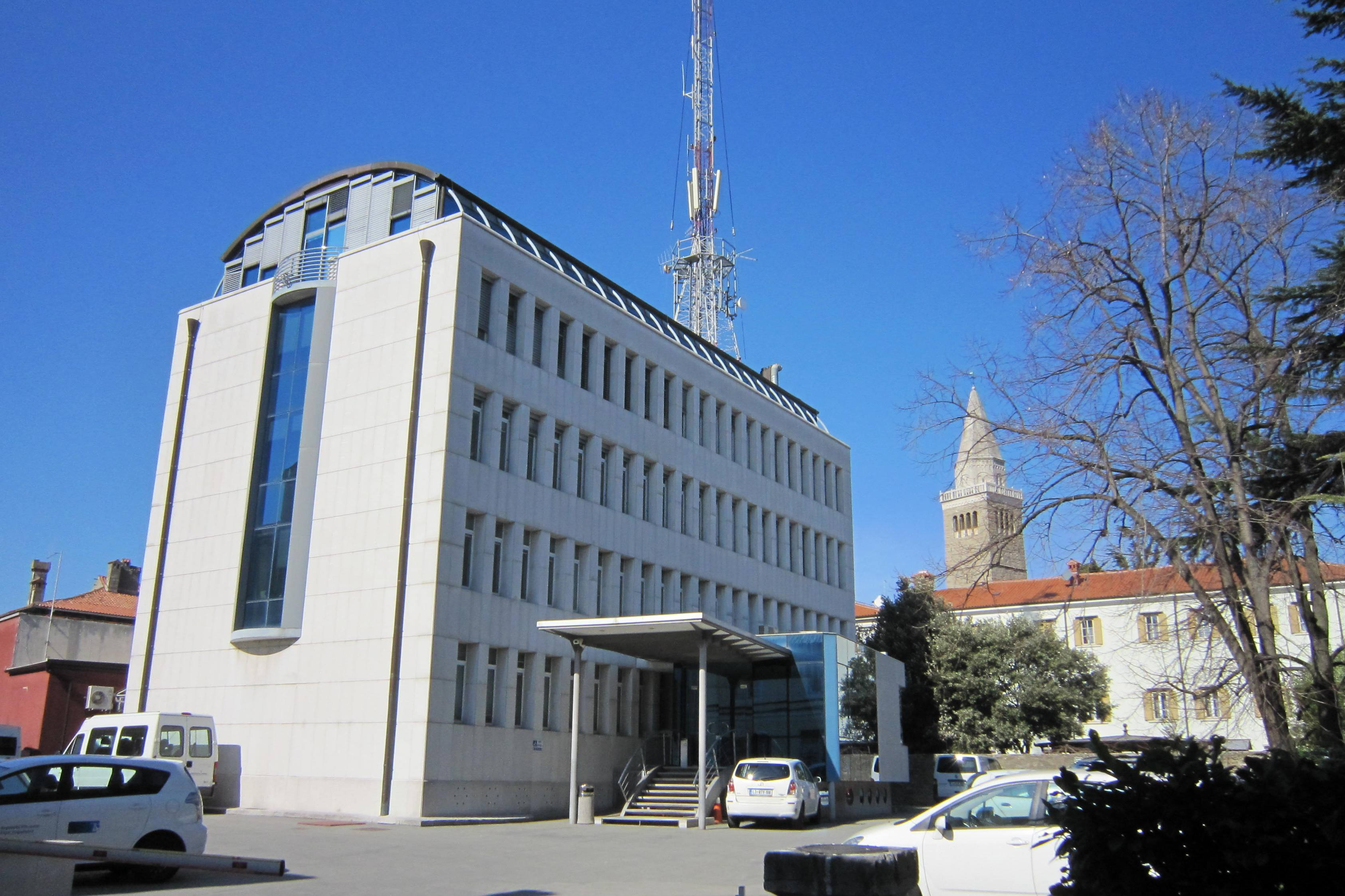
Головне приміщення Радіо Копер